# Palácio dos Marqueses de Fronteira

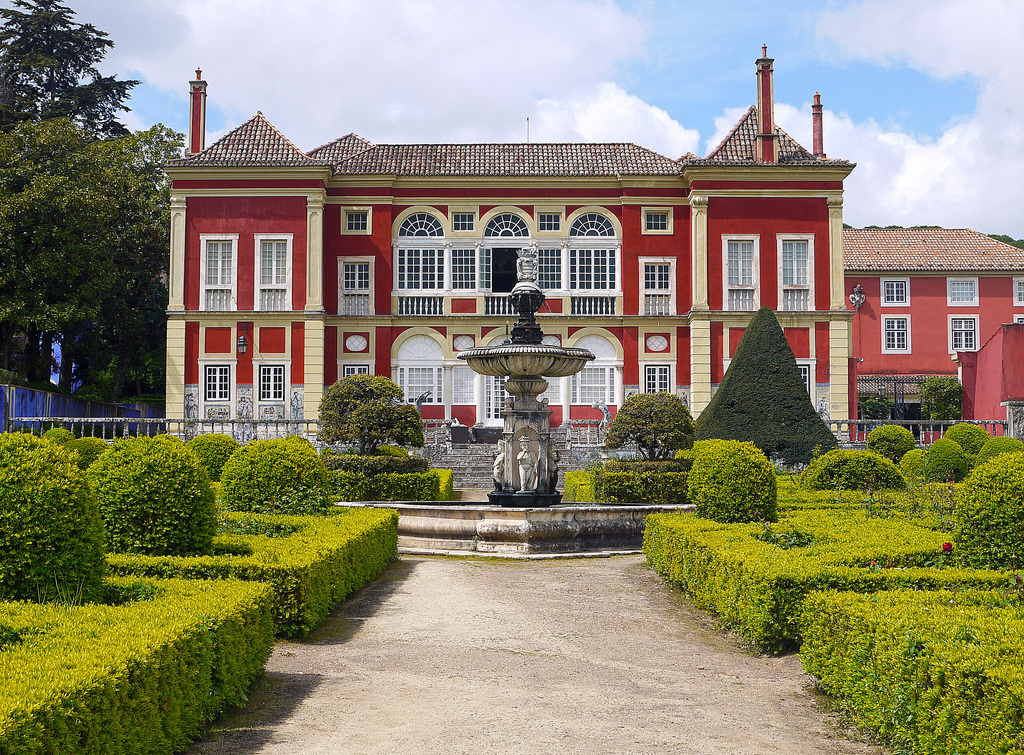
Palacio Fronteira - Lisbon (7721187114)

Het Palácio dos Marqueses de Fronteira is een 17-eeuws paleis in Lissabon, Portugal.

## Geschiedenis
Het paleis werd in 1671 gebouwd als jachthuis voor João Mascarenhas, de eerste markies van Fronteira. Hij ontving zijn titel van koning Alfons VI vanwege zijn loyaliteit aan het huis van Braganza tijdens de Portugese Restauratieoorlog. Het huis is de privéwoning van de Markiezen van Fronteira.

## Paleis
Het paleis is gelegen in een rustige omgeving, vlak bij het Parque Florestal de Monsanto. In het paleis en de in tuin liggen geglazuurde tegels die verschillende thema's vertegenwoordigen, van veldslagen tot apen. In een aparte kamer van het paleis zijn panelen te bezichtigen met scènes uit de Portugese restauratieoorlog. De eetkamer is versierd met Nederlandse tegels en portretten van Portugese edellieden. 
De 16e-eeuwse kapel, welke in de 18e eeuw is gerenoveerd, is het oudste deel van het paleis. De gevel is versierd met stenen, schelpen, gebroken glas en porselein. 
Op de dag van vandaag verblijft de markies van Fronteira nog steeds in het paleis. Toch staan sommige kamers, de bibliotheek en de tuin open voor openbare bezoeken.

## De tuin
De paleistuin, met een oppervlakte van 5,5 hectare, is versierd met azulejos waarop verschillende mythologische figuren te zien zijn. De heggen in de tuin zijn gesnoeid in vormen die de verschillende seizoenen vertegenwoordigen. Ook is er een stenen trap die leidt naar een muur met bustes van Portugese koningen. Verder zijn er beelden te bezichtigen die de planeten van het zonnestelsel, geassocieerd met de bijbehorende goden moeten voorstellen.

Van links naar rechts: de Maan (Diana), Mercurius, Venus (Aphrodite), de Zon (Apollo), Mars, Jupiter en Saturnus (Chronos)